# Райри
Райри (на английски: Ririe, буквени символи за произношението  Архив на оригинала от 2018-12-26 в Wayback Machine.) е град в окръг Джеферсън, щата Айдахо, САЩ. Райри е с население от 667 души (1 април 2020) и обща площ от 1,29 km². Намира се на 1513 m надморска височина. ЗИП кодът му е 83443, а телефонният му код е 208.